# José Eduardo de Araújo
José Eduardo de Araújo (Uberaba, 16 augustus 1991), voetbalnaam Zé Eduardo, is een Braziliaans voetballer die als middenvelder speelt.

## Clubs

### Cruzeiro EC
Zé Eduardo begon zijn loopbaan bij Maga EC uit Indaial in de staat Santa Catarina. Hier voetbalde hij in de jeugdcompetities. Hij viel op en kwam in het betaald voetbal bij Cruzeiro Esporte Clube, dat hem huurde van Maga. Bij deze club werd hij gezien als een van de grootste talenten van Brazilië. Hij speelde als invaller vier minuten in het eerste elftal.

### Verhuur aan AFC Ajax
Ajax haalde hem op 1 september 2009 - de laatste dag voor de transferdeadline - naar Amsterdam. Daar begon hij bij de beloftes. Hij kon zich echter niet bewijzen en ging daar naar de A-jeugd. Hier belandde hij op de bank. Zé Eduardo werd uiteindelijk niet vastgelegd door Ajax en vertrok in de zomer van 2010 dus weer terug naar Brazilië.

### Parma FC
Al snel was Zé Eduardo weer terug in Europa, hij speelt tijdens het seizoen 2010/11 op huurbasis voor Parma FC. Tijdens dit seizoen debuteerde hij voor Parma in een uitwedstrijd tegen FC Internazionale. Het seizoen daarop werd hij op definitieve basis aangetrokken. Na een half seizoen werd hij verhuurd aan Empoli FC waar hij een basissplek veroverde. In het seizoen 2012/13 speelt Zé Eduardo op huurbasis voor Calcio Padova en eens seizoen later bij OFI Kreta in Griekenland. Bij beide clubs kwam hij veel aan spelen toe maar bij het financieel geplaagde Parma kon hij transfervrij vertrekken.

### Cesena, terug naar Brazilië en FC Wil
Zé Eduardo tekende in 2014 een tweejarig contract bij AC Cesena dat hem in het seizoen 2015/16 verhuurde aan Virtus Lanciano. Hierna keerde hij terug naar Brazilië waar hij voor twee clubs op lager niveau speelde. Medio 2017 werd hij gecontracteerd door het Zwitserse FC Wil.

## Nationaal elftal
Zé Eduardo maakte meermaals zijn opwachting in Braziliaanse jeugdselecties en won het Zuid-Amerikaans kampioenschap voetbal onder 20 - 2009 en 2011.

## Carrière
| Seizoen | Club                  | Land      | Competitie            | Wedstrijden | Doelpunten |
| ------- | --------------------- | --------- | --------------------- | ----------- | ---------- |
| 2007/08 | Cruzeiro EC           | Brazilië  | Campeonato Brasileiro | 1           | 0          |
| 2009/10 | → AFC Ajax(huur)      | Nederland | Eredivisie            | 0           | 0          |
| 2010/11 | → Parma FC(huur)      | Italië    | Serie A               | 2           | 0          |
| 2011/12 | Parma FC              | Italië    | Serie A               | 4           | 0          |
| 2011/12 | → Empoli FC(huur)     | Italië    | Serie B               | 14          | 0          |
| 2012/13 | → Calcio Padova(huur) | Italië    | Serie B               | 11          | 0          |
| Totaal  |                       |           |                       | 32          | 0          |